# Enigma (programa de televisão)
Enigma foi um programa da linha de shows produzido pela TV Cultura e exibido entre 1987 e 1989 todos os sábados ao vivo do Auditório Cultura (Teatro Franco Zampari) às 19:00. Ele surgiu a partir de uma ideia do Diretor e Criador de TV Vagner Anselmo Matrone, assim que os filmes "Indiana Jones e o Templo da Perdição" e "O Enigma da Pirâmide" foram lançados em 1984 e 1985, respectivamente. Era apresentado por Cassiano Ricardo e por Cornélia Herr.

## Formato
Vagner pensou em unir os elementos dos filmes com o entretenimento, através da participação do público que deveria responder perguntas de conhecimentos específicos de historia do Egito, astrologia e arqueologia. Eis que surge a ideia do programa ENIGMA, que foi finalmente apresentado em 1987. Já na abertura do programa, o telespectador podia perceber algumas relações com os filmes de Indiana Jones e O Enigma da Pirâmide, que eram as seguintes:
- O logotipo se assemelhava ao formato e às cores do filme
- No vídeo de apresentação aparecia um personagem no melhor estilo Indiana Jones e logo em seguida um faraó que dizia as seguintes palavras: “Eu sou Tutancâmon, Faraó de todo o Egito. Vocês perturbaram o meu descanso de 34 séculos. Por essa ousadia, deverão pagar com perícia, coragem e conhecimento. Eu os desafio a descobrirem o meu Enigma. E não se esqueçam, a morte virá com asas ligeiras para aquele que perturbar o sono do Faraó...”
- Havia também a presença das trilhas sonoras dos filmes
- Os próprios apresentadores lembravam os personagens do filme: o Cassiano Ricardo representava a própria imagem do Indiana Jones e a Cornélia Herr lembrava a personagem Karen Allen, esposa do Indiana no filme. Outra referência é que os apresentadores seriam uma versão dos protagonistas do seriado "A Gata e o Rato"

O cenário do programa era parecido com o interior de uma pirâmide. Havia também uma assistente de palco, Conceição Marques, que representava Cleópatra, rainha do Egito. As pessoas que se candidatavam para participar chegavam cedo ao estúdio da TV Cultura (por volta de 11 horas do sábado) e havia algumas pré-seleções, inclusive com algumas dinâmicas de grupo.
Após isso, 12 pessoas eram selecionadas para ir ao Portal da Sabedoria, um lugar que haveria uma nova eliminatória. Destes, apenas  3 participavam do programa mais o campeão da semana anterior, totalizando 4 participantes. Os candidatos respondiam perguntas sobre Geografia, História Geral e Astrologia..
Havia algumas armadilhas que lembravam maldições egípcias, as quais os candidatos tinham que passar, mas as que mais marcaram foram a Câmara Sagrada e o Corredor da Morte, que eliminavam o candidato do programa. No final, perguntava-se ao vencedor do programa: “Qual é o enigma de hoje?”. Quem acertasse ganhava um segundo prêmio além daquele por ter vencido o programa.

## Prêmios
Os prêmios distribuídos pelo programa eram o seguinte; um videogame Atari , um computador, fitas K7, jogos de perguntas como "Master", videocassete estéreo da Gradiente, aparelhos de som da Gradiente e outras lembranças.